# Фигурное катание на зимних Олимпийских играх 2014

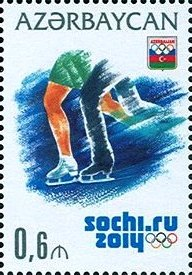
Фигурное катание на почтовой марке Азербайджана 2014 года, посвящённой зимним Олимпийским играм 2014

Соревнования по фигурному катанию на зимних Олимпийских играх 2014 в Сочи прошли с 6 по 22 февраля во Дворце зимнего спорта «Айсберг». Было разыграно 5 комплектов наград, на 1 больше, чем на предыдущих Олимпийских играх — 6 апреля 2011 года исполком Международного олимпийского комитета (МОК) принял решение о включении в программу зимних Олимпийских игр командного соревнования. По этой причине соревнования начались за день до Церемонии открытия, что произошло впервые в истории зимних Олимпийских игр.

## Расписание
Расписание всех 12 соревнований согласно официальному сайту:

Время МСК (UTC+4).
| День | Дата       | Соревнования           | Вид           | Программа / Танец | Программа / Танец |
| День | Дата       | Соревнования           | Вид           | Короткие          | Произвольные      |
| ---- | ---------- | ---------------------- | ------------- | ----------------- | ----------------- |
| 1    | 6 февраля  | Командные соревнования | Мужчины       | 19:30             |                   |
| 1    | 6 февраля  | Командные соревнования | Пары          | 21:10             |                   |
| 2    | 8 февраля  | Командные соревнования | Танцы на льду | 18:30             |                   |
| 2    | 8 февраля  | Командные соревнования | Женщины       | 20:10             |                   |
| 2    | 8 февраля  | Командные соревнования | Пары          |                   | 22:05             |
| 3    | 9 февраля  | Командные соревнования | Мужчины       |                   | 19:00             |
| 3    | 9 февраля  | Командные соревнования | Женщины       |                   | 20:05             |
| 3    | 9 февраля  | Командные соревнования | Танцы на льду |                   | 21:10             |
| 5    | 11 февраля | Личные соревнования    | Пары          | 19:00             |                   |
| 6    | 12 февраля | Личные соревнования    | Пары          |                   | 19:45             |
| 7    | 13 февраля | Личные соревнования    | Мужчины       | 19:00             |                   |
| 8    | 14 февраля | Личные соревнования    | Мужчины       |                   | 19:00             |
| 10   | 16 февраля | Личные соревнования    | Танцы на льду | 19:00             |                   |
| 11   | 17 февраля | Личные соревнования    | Танцы на льду |                   | 19:00             |
| 13   | 19 февраля | Личные соревнования    | Женщины       | 19:00             |                   |
| 14   | 20 февраля | Личные соревнования    | Женщины       |                   | 19:00             |
| 16   | 22 февраля | Гала-концерт           | Гала-концерт  | 20:30             | 20:30             |

## Медали

### Общий зачёт
(Жирным выделено самое большое количество медалей в своей категории; принимающая страна также выделена)
| Общее количество медалей |                  |        |         |        |       |
| Место                    | Страна           | Золото | Серебро | Бронза | Всего |
| 1                        | Россия           | 3      | 1       | 1      | 5     |
| 2                        | США              | 1      | 0       | 1      | 2     |
| 3                        | Япония           | 1      | 0       | 0      | 1     |
| 4                        | Канада           | 0      | 3       | 0      | 3     |
| 5                        | Республика Корея | 0      | 1       | 0      | 1     |
| 6                        | Германия         | 0      | 0       | 1      | 1     |
| 6                        | Казахстан        | 0      | 0       | 1      | 1     |
| 6                        | Италия           | 0      | 0       | 1      | 1     |
| Всего                    | Всего            | 5      | 5       | 5      | 15    |

### Медалисты
| Дисциплина                | Золото | Серебро | Бронза |
| Мужское одиночное катание | Юдзуру Ханю Япония | Патрик Чан Канада | Денис Тен Казахстан |
| Женское одиночное катание | Аделина Сотникова Россия | Ким Ён А Республика Корея | Каролина Костнер Италия |
| Парное катание            | Россия · Татьяна Волосожар · Максим Траньков | Россия · Ксения Столбова · Фёдор Климов | Германия · Алёна Савченко · Робин Шолковы                                                                                      |
| Танцы на льду             | США · Мерил Дэвис · Чарли Уайт | Канада · Тесса Вертью · Скотт Мойр | Россия · Елена Ильиных · Никита Кацалапов                                                                                      |
| Командные соревнования    | Россия · Евгений Плющенко · Юлия Липницкая · Татьяна Волосожар · Максим Траньков · Ксения Столбова · Фёдор Климов · Екатерина Боброва · Дмитрий Соловьёв · Елена Ильиных · Никита Кацалапов | Канада · Патрик Чан · Кевин Рейнольдс · Кэтлин Осмонд · Меган Дюамель · Эрик Рэдфорд · Кирстен Мур-Тауэрс · Дилан Москович · Тесса Вертью · Скотт Моир | США · Джереми Эбботт · Джейсон Браун · Эшли Вагнер · Грейси Голд · Марисса Кастелли · Саймон Шнапир · Мерил Дэвис · Чарли Уайт |

## Квалификация
В общей сложности квота МОК содержит 148 доступных мест для спортсменов, чтобы участвовать в Играх. Один Национальный олимпийский комитет может быть представлен максимально 18 спортсменами — максимум 9 мужчин и максимум 9 женщин.
80 % всех мест (по 24 одиночника, 16 спортивных и 19 танцевальных пар) определились по итогам чемпионата мира 2013 года. Остальные представительства были разыграны на турнире Nebelhorn Trophy, который прошёл в сентябре 2013 года в немецком Оберстдорфе.

## Представительство по странам
Всего в Олимпийских играх приняли участие рекордное количество фигуристов 149 (75 мужчин и 74 женщины) из 30 стран (в скобках указано количество фигуристов от страны):
| - Австралия (4) - Австрия (4) - Азербайджан (2) - Бельгия (1) - Бразилия (1) - Великобритания (6) - Германия (10) - Грузия (1) - Израиль (3) - Испания (7) | - Италия (17) - Казахстан (2) - Канада (17) - Китай (9) - Литва (2) - Норвегия (1) - Россия (15) - Румыния (1) - Словакия (1) - США (15) | - Турция (2) - Узбекистан (1) - Украина (6) - Филиппины (1) - Франция (9) - Чехия (3) - Швеция (2) - Эстония (2) - Республика Корея (3) - Япония (10) |

## Спортивный объект
| Айсберг             |
| ------------------- |
|                     |
| Вместимость: 12 000 |

## Факты
- В соревнованиях по фигурному катанию на XXII зимних Олимпийских Играх принимали участие спортсмены из Европы, Северной Америки, Азии, Австралии с Океанией и Южной Америки.
- В соревнованиях по фигурному катанию на XXII зимних Олимпийских Играх принимали участие рекордное количество фигуристов — 149 спортсменов.
- Самой молодой фигуристкой на Олимпиаде-2014 была Юлия Липницкая из России, выступающая как одиночница, ей было на тот момент всего 15 лет и 247 дней.
- Самым старшим фигуристом на Олимпиаде-2014 был Робин Шолковы из Германии, выступающий в спортивной паре с Алёной Савченко, ему было 34 года и 213 дней.
- Елена Ильиных и Никита Кацалапов — первые в истории фигуристы, ставшие олимпийскими чемпионами ещё до выхода на лёд. Они участвовали только в завершающем программу командных соревнований произвольном танце — отрыв на тот момент сборной России от ближайших преследователей (сборной Канады) перед этим видом составлял неотыгрываемые 11 баллов.
- Евгений Плющенко повторил рекорд шведа Йиллиса Графстрёма по количеству олимпийских наград в фигурном катании (4). Графстрём выиграл свои медали в 1920, 1924, 1928 и 1932 годах, и у него было 3 золотые медали.
- Спустя более века (106 лет) в соревнованиях по фигурному катанию на Олимпийских играх вновь приняли участие фигуристы Южной Америки.
- На XXII зимних Олимпийских Играх спортивная делегация Филиппин состояла только из фигуриста.
- На XXII зимних Олимпийских Играх немногочисленная спортивная делегация Азербайджана наполовину состояла из фигуристов, единственной женщиной являлась фигуристка.
- На XXII зимних Олимпийских Играх немногочисленная спортивная делегация Израиля более чем наполовину состояла из фигуристов, единственной женщиной являлась фигуристка.
- В спортивных делегациях Испании, Турции и Узбекистана на XXII зимних Олимпийских Играх фигуристы составляли треть своих делегаций.
- Начиная с XXII зимних Олимпийских Игр 2014 года, Международный союз конькобежцев (ISU) совместно с МОК приняли решение о добавлении в женское одиночное катание и другие дисциплины фигурного катания - командного первенства, помимо уже существующего личного первенства у фигуристов.
- Юлия Липницкая, выиграв золотую олимпийскую медаль в командном зачёте 10.02.2014г, стала первой за всю историю СССР и России олимпийской чемпионкой в женском фигурном катании.
- Аделина Сотникова 21.02.2014г. стала первой за всю историю СССР и России олимпийской чемпионкой в женском фигурном катании в индивидуальном зачёте.